# يونوت شيربان
يونوت شيربان (بالرومانية: Ionuț Șerban)‏ هو لاعب كرة قدم روماني في مركز الوسط، ولد في 7 أغسطس 1995 في بلويشت في رومانيا. شارك مع منتخب رومانيا تحت 17 سنة لكرة القدم ومنتخب رومانيا تحت 19 سنة لكرة القدم. أما مع النوادي، فقد لعب مع دينامو بوخارست وستيودينتيسك بوخارست.

## وصلات خارجية
- يونوت شيربان على موقع قاعدة بيانات كرة القدم.إي يو (الإنجليزية)
- يونوت شيربان على موقع Soccerway.com (الإنجليزية)
- يونوت شيربان على موقع عالم كرة القدم.نت (الإنجليزية)